# Jidanbō
Jidanbō Ikkanzaka (アリシア Ikkanzaka Jidanbō?) es un personaje del manga y anime Bleach.

## Descripción
Al igual que ocurre con los otros tres Guardianes de los accesos al Seireitei, Jidanbō es un Shinigami de gigantescas proporciones y uno de los personajes más altos de la serie, con sus cerca de diez metros de estatura. Si ya de por sí parece ser una persona cuya sola visión impone a cualquier adversario, Jidanbō luce unos poderosos músculos que realzan más si cabe la impresión de fuerza y poderío que emana de él. Quizás el rasgo más distintivo de su rostro son sus largas patillas, que se prolongan hasta la mandíbula y caen hasta el pecho, recogidas en unas pequeñas coletas. El color de su pelo es negro, y lo tiene largo y recogido en una larga coleta que le llega a la mitad de la espalda. Sus ojos son pequeños y oscuros, y junto a un pronunciado ceño y un labio inferior mucho mayor que el superior, le confieren una apariencia brutal y poco inteligente. Jidanbō viste el uniforme típico de los Shinigamis dejando al descubierto toda la mitad izquierda de su pecho y luciendo en su brazo izquierdo una pieza de armadura. Sobre su cabeza lleva un fez rojo con dos borlas amarillas, una a cada lado. Aunque en un principio se nos presenta a Jidanbō como un temible guerrero que ha convertido el acceso occidental al Seireitei en un paso ciertamente inexpugnable, éste demuestra no ser sólo eso. Firmemente convencido de que la falta de lo que él considera "educación" (como es por ejemplo interrumpirle cuando habla o tratar de luchar más de una persona a la vez contra él) es una señal de que sus contrincantes son "de pueblo" y necesitan adaptarse a la ciudad, Jidanbō ha desplegado un carácter rudo pero a un mismo tiempo amable e incluso sentimental. Aunque es una persona muy segura de sí misma y no está acostumbrado a asumir una derrota ni una humillación, Jidanbō valora mucho que cualquiera, incluido su enemigo, esté bien educado y se porte siempre con cortesía y honor. Desafortunadamente, Jidanbō carece de cierta estabilidad emocional, mostrando una inesperada fragilidad al ver rotas sus queridas hachas y comenzar a llorar y derramar enormes lagrimones a causa de ellas. Pese a que le vaya la vida en ello, Jidanbō demuestra ser un Shinigami de palabra y valora enormemente la amistad, aunque ésta sea muy reciente.
- Datos: Q5931039